# Nicolaaskerk (Kortgene)

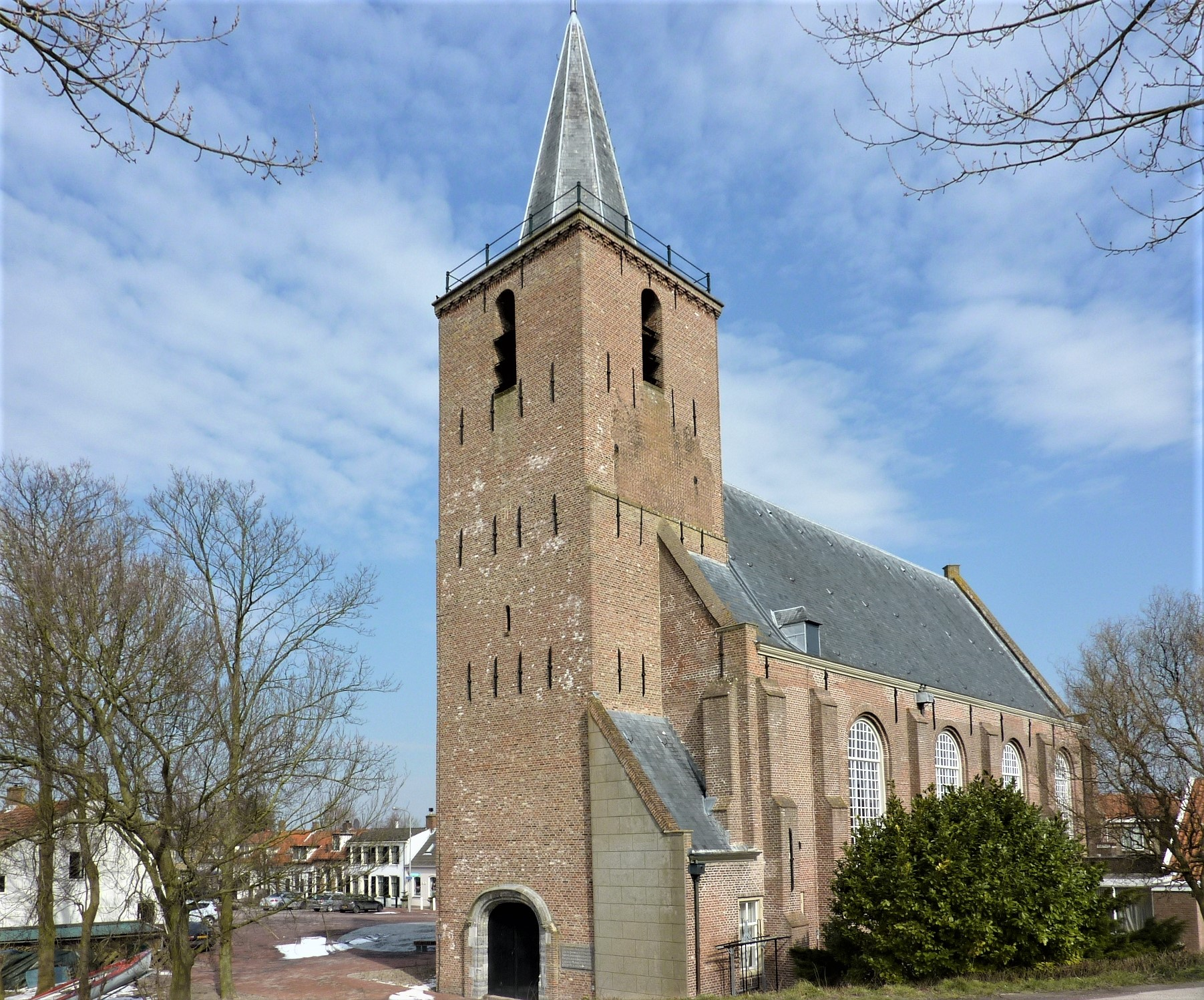
Nicolaaskerk

Die Nikolaaskerk (deutsch Nikolauskirche) ist ein Kirchengebäude der Protestantischen Kirche in den Niederlanden in Kortgene in der Provinz Zeeland. Der Turm  sowie das Langhaus  der Kirche sind als
Rijksmonumente eingestuft.

## Geschichte
Die Parochie Kortgene wurde 1247 zum ersten Mal erwähnt. Die Kirche war bis zur Reformation der heiligen Maria geweiht. Sie war eine Abpfarrung der Kirche der heute nicht mehr existierenden Ortschaft Welle, die Mutterkirche aller Pfarrkirchen auf Noord-Beveland war.
Von der gotischen Nicolaaskirche hat sich nur der Turm aus dem 15. Jahrhundert erhalten. Das Kirchenschiff wurde bei Sturmfluten 1530 und 1532 zerstört und 1686 durch einen neuen Saalbau ersetzt, als Kortgene in den Stadspolder einbezogen wurde. Im Zuge des Neubaus wurde der Turm mit Backsteinen neu verkleidet. Im Untergeschoss hat sich das gotische Portal erhalten. Im Rahmen einer Restaurierung der Kirche wurden 1754 die Reste des Chorraums niedergelegt.
2008 erhielt die Kirche ihren Namen zur Erinnerung an die alte Sint Nicolaaskapel (deutsch Sankt Nikolauskapelle), die sich in einer benachbarten Bauerschaft befunden hatte. Die Gemeinde gehört zur unierten Protestantischen Kirche in den Niederlanden.